# Skid Row (amerikai együttes)
A Skid Row egy amerikai heavy metal zenekar. Egyike a kilencvenes évek grunge-divatját megelőző utolsó, kereskedelmileg is sikeres amerikai heavy metal-együtteseknek.

## Története
A zenekart 1986-ban alapította a basszusgitáros Rachel Bolan (James Southworth) és a magyar felmenőkkel rendelkező  Dave „The Snake” Sabo (David Michael Sabo), akik egy lemezboltban ismerték meg egymást. Snake gyermekkori barátja, John Bongiovi révén került be először a Bon Joviba, majd Rachel Bolan-nel megalapították saját zenekarukat, a Skid Row-t (az első név-elképzelés Darkness lett volna), mely a szlengben a külváros lepusztult, munkások lakta részét jelenti. Már javában használták a nevet, amikor megtudták, hogy volt már egy ilyen nevű rockbanda Írországban 1967-79 között, melyben Gary Moore és Phil Lynott is játszott. John Bongiovi, aki ekkor a banda teljesjogú managere volt 35000 dollárért megvette Gary Moore-tól a név használatának jogát.  A duó felvette még Scotti Hill-t (Scott Lawrence Mulvehill) gitározni, Rob Affuso-t (Robert James Affuso) dobolni, az énekes pedig Matt Fallon lett, akit 1987-ben Sebastian Bach (Sebastian Philip Bierk) váltott fel, mikor a többiek egy fotós barátjuk Mark Weiss esküvőjén hallották énekelni.
Az első évek klubkoncertekkel teltek (többször szerepeltek együtt Jon Bon Jovival is), majd '89-ben jött az első album Skid Row címmel az Atlantic Records kiadásában, melyről aztán számos dal sláger lett (I Remember You, 18 and Life, Big Guns, Piece Of Me , és talán a leghíresebb, Youth Gone Wild). Ebben az évben Oroszországban (hajdani Szovjetunió) turnéztak a Bon Jovi, Mötley Crüe, Cinderella, Scorpions, Ozzy Osbourne, és egy orosz zenekar, a Gorky Park társaságában (Moscow Music Peace Festival 1989), valamint hosszabban turnéztak egész Japánban. Sikerük azonban inkább botrányos, zajos volt, főleg a frontember Sebastian megmozdulásai miatt: üveggel dobta meg a közönséget, vagy közfelháborodást kiváltó pólóban jelent meg a színpadon, „AIDS kills fags” (Az AIDS megöli a melegeket) felirattal. A botrányoknak egyetlen pozitív következménye volt: a '91-es új album (Slave to the Grind) a toplisták élén nyitott, olyan dalokkal, mint az album címével megegyező Slave To The Grind, Monkey Business, vagy a mélyenszántó témájú In A Darkened Room.
1992 táján azonban már jött az új zenei hullám: Kurt Cobain és társai, és a grunge hamarosan elavulttá tette a '80-as évek nagy sztárjait, így a Skid Row-t is. '95-ben még kiadták a Subhuman Race-t, de a siker már nem volt olyan átütő (noha a Breakin' Down daluk az Arkangyal szárnyalása c. film betétdala is volt), végül a tagok közötti személyes nézeteltérések  -elsősorban Bolan és Bach között- vezettek a zenekar 1996-os feloszláshoz.
1997-ben megszületett a Prunella Scales nevű zenekar (egy színésznőről kapta a nevét), tagjai pedig: Rachel Bolan, Phil Varone, Tommy Southard, és Francis Elwood voltak. Egyetlen albumuk jelent meg, Dressin Up The Idiot címmel.
1998-ban Snake Sabo, Scotti Hill, Rachel Bolan és Rob Affuso útjai ismét keresztezték egymást, és Shawn Mars barátjuk közreműködésével új projekt vette kezdetét Ozone Monday néven.
Néhány év önálló próbálkozás után Rachel és Dave 1999-ben úgy döntöttek, új életre keltik a Skid Row-t, de ezúttal már Sebastian nélkül. Az új énekes Johnny Solinger lett, a dobos egy ideig Charlie Mills, majd Phil Varone. 2002-ben közös turnéra indulta a Kiss-szel, 2003-ban új albumot jelentettek meg ThickSkin címmel. Egy, a lemez készítését feldolgozó DVD is született, Under the Skin "The Making of Tickskin" néven. 2006-ban Johnny Solinger (ének), Rachel Bolan (basszusgitár), Dave "The Snake" Sabo (gitár), Scotti Hill (gitár), és Dave Gara (dob) elkészítették a Revolutions Per Minute albumot.

## Tagok

### Klasszikus felállás (1987–1996)
- Sebastian Bach - ének
- Dave Sabo - szólógitár
- Scotti Hill - ritmusgitár
- Rachel Bolan - basszusgitár
- Rob Affuso - dob

### Jelenlegi felállás
- Erik Grönwall - ének (2022-napjainkig)
- Dave Sabo - szólógitár (1986-1996, 1999-napjainkig)
- Scotti Hill - ritmusgitár (1987-1996, 1999-napjainkig)
- Rachel Bolan - basszusgitár (1986-1996, 1999-napjainkig)
- Rob Hammersmith - dob (2010-napjainkig)

### Egyéb tagok
- Matt Fallon - ének (1986-1987)
- Jim Yuhas - ritmusgitár (1986-1987)
- John Ratkowski Jr. - dob (1986-1987)
- Rob Affuso - dob (1987–1996)
- Sebastian Bach - ének (1987–1996)
- Johnny Solinger - ének (1999-2015)†
- Charlie Mills - dob (1999-2000)
- Phil Varone - dob (2000–2004)
- Timothy DiDuro - dob (2004)
- Dave Gara - dob (2004-2010)
- Tony Harnell - ének (2015)
- ZP Theart - ének (2016-2022)

## Diszkográfia
| Év   | Album                  | Album              | Album            | Album    | Helyezések | Helyezések | Helyezések | Helyezések | Helyezések | Helyezések | Helyezések | Helyezések | Helyezések | Egyéb                            |
| Év   | Cím                    | Kiadva             | Kiadó            | Formátum | USA        | AUS        | AUT        | CAN        | NLD        | NOR        | SWE        | SWI        | UK         | Egyéb                            |
| ---- | ---------------------- | ------------------ | ---------------- | -------- | ---------- | ---------- | ---------- | ---------- | ---------- | ---------- | ---------- | ---------- | ---------- | -------------------------------- |
| 1989 | Skid Row               | 1989. január 24.   | Atlantic Records | CD       | 6          | 12         | -          | 11         | -          | -          | 21         | 26         | 30         | 5x Platina(USA) 3x Platina (CAN) |
| 1991 | Slave to the Grind     | 1991. június 11.   | Atlantic Records | CD       | 1          | 3          | 16         | 8          | -          | 12         | 9          | 15         | 5          | 2x Platina(USA) Platina (CAN)    |
| 1995 | Subhuman Race          | 1995. március 28.  | Atlantic Records | CD       | 35         | 5          | -          | 31         | 84         | -          | 21         | 49         | 8          | Arany                            |
| 2003 | Thickskin              | 2003. augusztus 5. | Blind Man Sound  | CD       | 46         | -          | -          | -          | -          | -          | -          | -          | -          |                                  |
| 2006 | Revolutions per Minute | 2006. október 24.  | SPV Records      | CD       | -          | -          | -          | -          | -          | -          | -          | -          | -          |                                  |
| 2022 | The Gang's All Here    | 2022. október 14.  |                  |          |            |            |            |            |            |            |            |            |            |                                  |

## Fordítás
Ez a szócikk részben vagy egészben  a   Skid Row (heavy metal band) című angol Wikipédia-szócikk fordításán alapul.  Az eredeti cikk szerkesztőit annak laptörténete sorolja fel. Ez a jelzés csupán a megfogalmazás eredetét és a szerzői jogokat jelzi, nem szolgál a cikkben szereplő információk forrásmegjelöléseként.

## Külső hivatkozások
- Skid Row rajongói oldal (angol nyelven). [2007. október 12-i dátummal az [ eredetiből] archiválva]. (Hozzáférés: 2009. augusztus 25.)
- Magyar Skid Row rajongói oldal